# Златокрила чинка
Златокрила чинка (Rhynchostruthus percivali) е вид птица от семейство Чинкови (Fringillidae). Видът е почти застрашен от изчезване.

## Разпространение
Видът е разпространен в Йемен, Оман и Саудитска Арабия.